# Ruta Provincial E 90 (Córdoba)
La Ruta provincial E-90 es una carretera argentina de jurisdicción cordobesa, que se encuentra en el sur de la provincia de Córdoba. Desde el empalme con la  RN 36 , en Alcira (Estación Gigena) hasta el empalme con la  RN 158  en General Cabrera.

Es una ruta estratégica, ya que por ella, cicula mucho tránsito pesado que necesita alcanzar la RN 158, para trasladar la producción agrícola a los grandes centros de abastecimiento, sin necesidad de llegar a la ciudad de Río cuarto

## Poblaciones
A lo largo de su trayecto, esta vía de comunicación, no ingresa a ninguna localidad.

## NOTAS
1. ↑   El kilometraje fue tomado del amojonado en ruta. En caso de ausencia de los mismos, se calculó según información disponible en Internet, o verificación in situ .